# Cymbiodyta occidentalis
Cymbiodyta occidentalis är en skalbaggsart som beskrevs av Ales Smetana 1974. Cymbiodyta occidentalis ingår i släktet Cymbiodyta och familjen palpbaggar. Inga underarter finns listade i Catalogue of Life.